# Partito della Sinistra (Svezia)
Il Partito della Sinistra (in svedese Vänsterpartiet, V) è un partito politico svedese di sinistra, di orientamento socialista.

## Storia

### Dalle origini agli anni '60
Il partito è stato fondato nel 1917, da una scissione nel Partito Socialdemocratico Svedese, ed assunse il nome di Partito della Sinistra Socialdemocratica di Svezia. Nel 1919 fu tra i fondatori dell'Internazionale Comunista.
Nel 1921, il nome del partito fu mutato in Partito Comunista di Svezia (Sveriges Kommunistiska Parti). Furono espulsi circa 6.000 membri ritenuti non-rivoluzionari, che si riunirono in un partito che mantenne il nome precedente.
Tra il 1924 ed il 1929, a causa delle divisioni fra pro ed anti-sovietici, il partito visse continue scissioni e fratture.
Durante la seconda guerra mondiale, a causa del sostegno all'Unione Sovietica in guerra contro la Finlandia, il partito fu sempre più isolato. Molti giornali comunisti furono soppressi e molti militanti incarcerati.
Il buon risultato alle elezioni amministrative del 1948, l'11,2% dei voti, spinse il partito ad un ripensamento della propria posizione ideologica, consapevole che avrebbe potuto, grazie al consenso conseguito, contribuire al governo del Paese. Gli anni '50 videro continui avvicinamenti ed allontanamenti rispetto al Partito socialdemocratico.

### Dagli anni '70 ad oggi
Al congresso del 1967, il partito si divise in due fazioni. La prima proponeva di mutare il nome del partito in Partito della Sinistra (Vänsterpartiet), per simboleggiare l'abbandono delle tesi comuniste. L'altra componente, molto vicina alle posizioni dei sindacati ed all'Unione Sovietica, propose Partito del Lavoro (Arbetets Parti). I vertici del partito, per evitare una scissione, fecero accettare la mediazioni Partito della Sinistra - i Comunisti (Vänsterpartiet Kommunisterna). Ciò nonostante, la componente più radicale del partito abbandonò il congresso è fondò la Lega Comunista Marxista-Leninista (Kommunistiska Förbundet Marxist-Leninisterna), di orientamento maoista. Privato della componente più radicale, il partito abbracciò le tesi dell'eurocomunismo, cercando di distanziarsi sempre di più dalle posizioni filo-sovietiche. 
Nel 1968, il partito condannò apertamente l'invasione sovietica della Cecoslovacchia. Ciò nonostante, nello stesso anno, il partito toccò il suo minimo storico alle elezioni amministrative, il 3% dei voti.
Negli anni settanta la componente filo-sovietica del partito andò rafforzandosi al punto di giungere, nel 1977, alla scissione ed alla fondazione del Partito dei Lavoratori - i Comunisti (Arbetarpartiet Kommunisterna), poi divenuto Partito Comunista di Svezia (Sveriges Kommunistiska Parti).
Nel congresso del 1978 fu proposta l'adozione di un "Manifesto per la Democrazia", avente lo scopo di avvicinare il partito alle posizioni socialiste democratiche. La pressione dei delegati del Partito Comunista Sovietico ne impedì, però, l'approvazione.
Gli anni '80 sono stati caratterizzati dallo spostamento del partito verso posizioni socialiste ed ambientaliste, rappresentate dalla battaglia referendaria contro il ricorso al nucleare. Ciò portò, nel 1990, a cambiare il nome del partito in Vänsterpartiet (Partito della Sinistra), a simboleggiare il definitivo abbandono delle tesi comuniste, fossero anche eurocomuniste. Con il 6,2% dei voti alle politiche del 1994 finisce la fase critica della vita del partito. Nel 1998, il partito ottenne il 12% dei voti e sostenne dall'esterno un governo a guida Socialdemocratica. Nel 2002, la Sinistra subì un consistente calo, scendendo all'8,3% dei voti, ma fu ancora decisivo, insieme ai Verdi, per sostenere, dall'esterno, il governo socialdemocratico.
Alle politiche del 2006 non si è fermato il calo elettorale. Il Partito della Sinistra è, infatti, sceso al 5,8% dei voti, passando da 30 a 22 seggi. Il calo della Sinistra e dei Socialdemocratici ha favorito la vittoria, anche se di pochi seggi, della coalizione formata dai partiti "non-socialisti" (Partito Moderato, Partito Popolare Liberale, Partito di Centro, Democratici Cristiani).
Dopo le elezioni parlamentari del 2014, il Partito della Sinistra decide di sostenere il governo di minoranza dei socialdemocratici alleati con i Verdi, ma a condizione che il governo faccia marcia indietro sulle privatizzazioni. Il partito propone anche di vietare i profitti nei settori della sanità e dell'istruzione per le aziende private che dipendono direttamente dai fondi pubblici. Nel 2018, Jonas Sjöstedt, presidente del Partito della Sinistra, ha criticato l'ambivalenza dei socialdemocratici: "Nella loro corsa al potere, perseguono una politica che incorpora una nuova gestione pubblica. Favoriscono il crescente dominio del mercato." Il Partito della Sinistra rinuncerà al suo sostegno al governo nel giugno 2021 in seguito al piano del governo di allentare le regole sul controllo degli affitti.
Nel settembre 2024 aderisce all'European Left Alliance.

## Ideologia

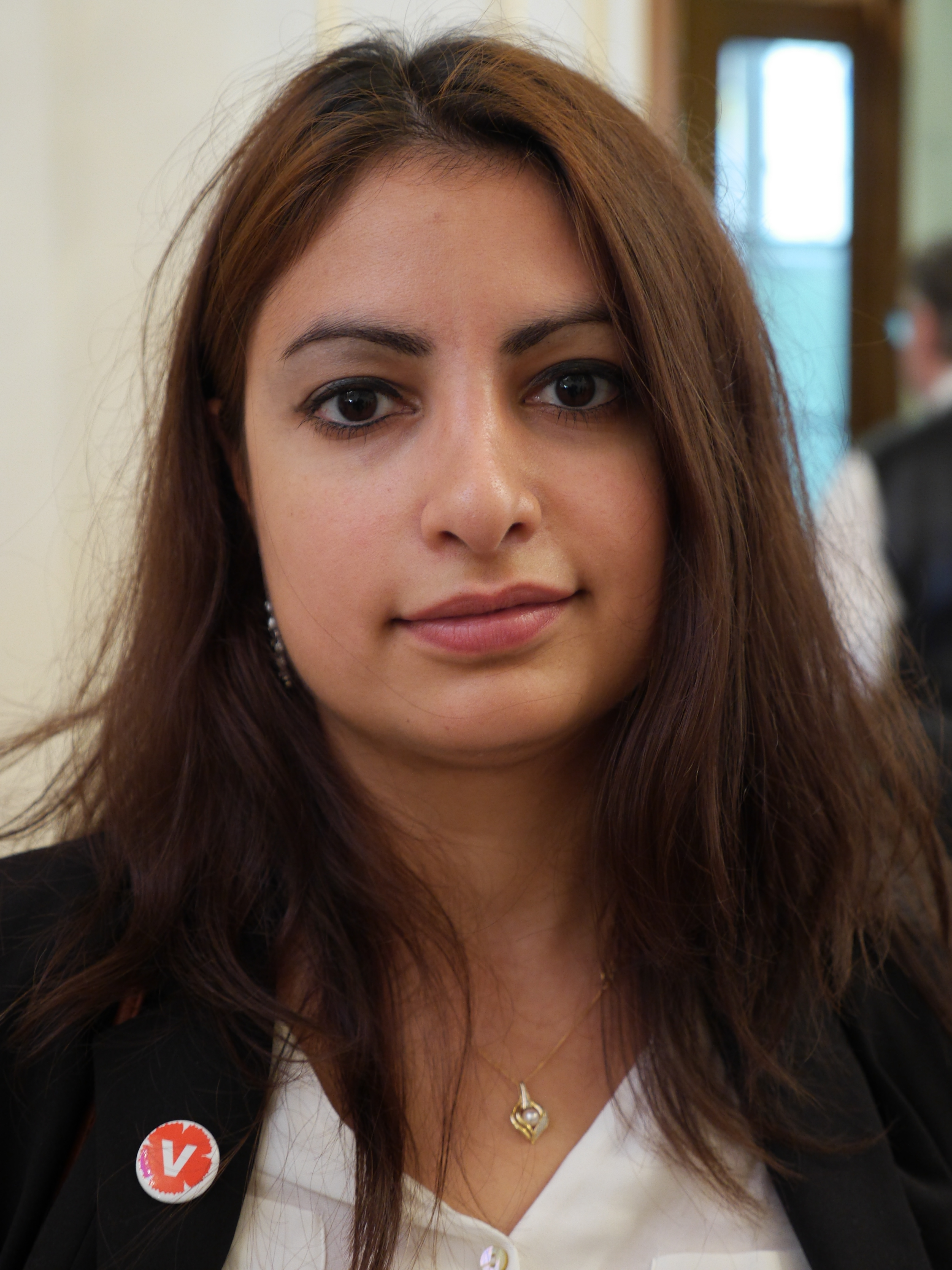
Nooshi Dadgostar, leader del partito dal 2020

La Sinistra è un partito socialista, ecosocialista e femminista. Oggi, la Sinistra ha fatto propria la cultura della socialdemocrazia, anche se ne assume le posizioni più radicali. Propone politiche decisamente femministe ed egualitarie, a livello economico è fortemente contrario alle privatizzazioni.
Il partito vuole abolire la monarchia svedese per sostituire il sovrano con un capo di Stato eletto democraticamente, e fintanto che questo non sarà possibile auspica una riduzione del bilancio e un maggiore controllo dell'istituzione monarchica.

### Politica estera
Il partito dichiara un euroscetticismo moderato, prendendo le distanze dalla Brexit ma opponendosi al concetto di Europa Federale. Nei rapporti internazionali è membro dell'Alleanza della Sinistra Verde Nordica e ha aderito all'alleanza europea Ora il Popolo.
Nel conflitto israelo-palestinese il partito si oppone a Israele, supportando lo stato di Palestina.

## Risultati elettorali

### Elezioni legislative
| Anno | Voti    | %          | +/-     | Seggi    | +/-     | Status                   |
| ---- | ------- | ---------- | ------- | -------- | ------- | ------------------------ |
| 1917 | 59 243  | 8,0 (4.º)  |         | 11 / 230 |         | Opposizione              |
| 1920 | 42 056  | 6,4 (5.º)  | 1,6     | 7 / 230  | 4       | Opposizione              |
| 1921 | 80 355  | 4,6 (5.º)  | 1,8     | 7 / 230  | Stabile | Opposizione              |
| 1924 | 63 301  | 3,6 (6.º)  | 1,0     | 4 / 230  | 3       | Opposizione              |
| 1928 | 151 567 | 6,4 (5.º)  | 2,8     | 8 / 230  | 4       | Opposizione              |
| 1932 | 74 245  | 3,0 (6.º)  | 3,4     | 2 / 230  | 6       | Opposizione              |
| 1936 | 96 519  | 3,3 (6.º)  | 0,3     | 5 / 230  | 3       | Opposizione              |
| 1940 | 101 424 | 3,5 (5.º)  | 0,2     | 3 / 230  | 2       | Opposizione              |
| 1944 | 318 466 | 10,3 (5.º) | 6,8     | 15 / 230 | 12      | Opposizione              |
| 1948 | 244 826 | 6,3 (5.º)  | 4,0     | 8 / 230  | 7       | Opposizione              |
| 1952 | 164 194 | 4,3 (5.º)  | 2,0     | 5 / 230  | 3       | Opposizione              |
| 1956 | 194 016 | 5,0 (5.º)  | 0,7     | 6 / 231  | 1       | Opposizione              |
| 1958 | 129 319 | 3,4 (5.º)  | 1,6     | 5 / 231  | 1       | Opposizione              |
| 1960 | 190 560 | 4,5 (5.º)  | 1,1     | 5 / 232  | Stabile | Opposizione              |
| 1964 | 221 746 | 5,2 (5.º)  | 0,7     | 8 / 233  | 3       | Opposizione              |
| 1968 | 145 172 | 3,0 (5.º)  | 2,2     | 3 / 233  | 5       | Opposizione              |
| 1970 | 236 659 | 4,8 (5.º)  | 1,8     | 17 / 350 | 14      | Opposizione              |
| 1973 | 274 929 | 5,3 (5.º)  | 0,5     | 19 / 350 | 2       | Opposizione              |
| 1976 | 258 432 | 4,8 (5.º)  | 0,5     | 17 / 349 | 2       | Opposizione              |
| 1979 | 305 420 | 5,6 (5.º)  | 0,8     | 20 / 349 | 3       | Opposizione              |
| 1982 | 308 899 | 5,6 (5.º)  | Stabile | 20 / 349 | Stabile | Opposizione              |
| 1985 | 298 419 | 5,4 (5.º)  | 0,2     | 19 / 349 | 1       | Opposizione              |
| 1988 | 314 031 | 5,8 (5.º)  | 0,4     | 21 / 349 | 2       | Opposizione              |
| 1991 | 246 905 | 4,5 (7.º)  | 1,3     | 16 / 349 | 5       | Opposizione              |
| 1994 | 342 988 | 6,2 (5.º)  | 1,7     | 22 / 349 | 6       | Opposizione              |
| 1998 | 631 011 | 12,0 (3.º) | 5,8     | 43 / 349 | 21      | Opposizione              |
| 2002 | 444 854 | 8,4 (5.º)  | 3,6     | 30 / 349 | 13      | Opposizione              |
| 2006 | 324 722 | 5,9 (6.º)  | 2,5     | 22 / 349 | 8       | Opposizione              |
| 2010 | 334 053 | 5,6 (7.º)  | 0,3     | 19 / 349 | 3       | Opposizione              |
| 2014 | 356 331 | 5,7 (6.º)  | 0,1     | 21 / 349 | 2       | Opposizione              |
| 2018 | 518 454 | 8,0 (6.º)  | 2,2     | 28 / 349 | 7       | Appoggio esterno passivo |
| 2022 | 437 050 | 6,75 (4.º) | 1,25    | 24 / 349 | 4       | Opposizione              |

### Elezioni europee
| Anno | Voti    | %           | +/-  | Seggi         | +/-               |
| ---- | ------- | ----------- | ---- | ------------- | ----------------- |
| 1995 | 346 764 | 12,9 (4.º)  |      | 3 / 22        |                   |
| 1999 | 400 073 | 15,8 (3.º)  | 3,1  | 3 / 22        | Stabile           |
| 2004 | 321 344 | 12,8 (4.º)  | 3,0  | 2 / 19        | 1                 |
| 2009 | 179 222 | 5,7 (6.º)   | 7,1  | 1 / 18 1 / 20 | Stabile · Stabile |
| 2014 | 234 272 | 6,3 (7.º)   | 0,6  | 1 / 20        | Stabile           |
| 2019 | 282 300 | 6,80 (7.°)  | 0,5  | 1 / 20        | Stabile           |
| 2024 | 464 166 | 11,06 (5.°) | 4,26 | 2 / 21        | 1                 |